# Lake Wisconsin
Lake Wisconsin es un lugar designado por el censo ubicado en el condado de Columbia en el estado estadounidense de Wisconsin. En el Censo de 2010 tenía una población de 4.189 habitantes y una densidad poblacional de 75,38 personas por km².

## Geografía
Lake Wisconsin se encuentra ubicado en las coordenadas 43°22′4″N 89°34′8″O / 43.36778, -89.56889. Según la Oficina del Censo de los Estados Unidos, Lake Wisconsin tiene una superficie total de 55.57 km², de la cual 31.43 km² corresponden a tierra firme y (43.45%) 24.14 km² es agua.

## Demografía
Según el censo de 2010, había 4.189 personas residiendo en Lake Wisconsin. La densidad de población era de 75,38 hab./km². De los 4.189 habitantes, Lake Wisconsin estaba compuesto por el 97.78% blancos, el 0.24% eran afroamericanos, el 0.26% eran amerindios, el 0.5% eran asiáticos, el 0.05% eran isleños del Pacífico, el 0.41% eran de otras razas y el 0.76% pertenecían a dos o más razas. Del total de la población el 1.12% eran hispanos o latinos de cualquier raza.